# Podmornice klase UB I
Klasa UB I bila je klasa njemačkih obalnih napadačkih podmornica razvijena tijekom Prvog svjetskog rata. Osim Njemačkog Carstva, ovu klasu je koristila i austrougarska mornarica.